# Droit népalais
Le droit népalais est l'ensemble des normes constitutionnelles et législatives s'appliquant au Népal.

## Sources du droit

### Constitution
La Constitution intérimaire de 2007 est la loi fondamentale du Népal. Elle est remplacée en 2015 par une nouvelle Constitution.

### Droit international
La Constitution dispose que le Népal doit respecter les normes internationales tant au niveau externe, pour garantir la paix, et au niveau interne.

### Législation
Le pouvoir législatif est confié au Parlement du Népal.

### Règlement
Le gouvernement peut adopter des ordonnances lorsque le Parlement n'est pas en session et que cela est jugé nécessaire.

## Sources

## Compléments